# Vojens
Vojens is een plaats en voormalige gemeente in de Deense regio Zuid-Denemarken, gemeente Haderslev. De plaats telt 7749 inwoners (2008).

## Voormalige gemeente
De oppervlakte bedroeg 298,45 km². De gemeente telde 16.792 inwoners waarvan 8444 mannen en 8348 vrouwen (cijfers 2005). Sinds 1 januari 2007 hoort de plaats bij gemeente Haderslev.

## Ligging
Vojens ligt aan de spoorlijn Fredericia - Padborg. Tot 1974 kon op het station worden overgestapt op de trein naar Haderslev. Voor het wegverkeer vormt de hoofdweg 47 de verbinding met de E45, die 5 kilometer oostelijk langs het dorp loopt, en de stad Haderslev.
- Library of Congress Control Number: n82086475
- Nationale Bibliotheek van Israël: 987007552722605171
- Virtual International Authority File: 150119249
- WorldCat: E39PBJdGGxTj9tJmM8G8xvdfbd